# Dreifaltigkeitskirche (Gniezno)

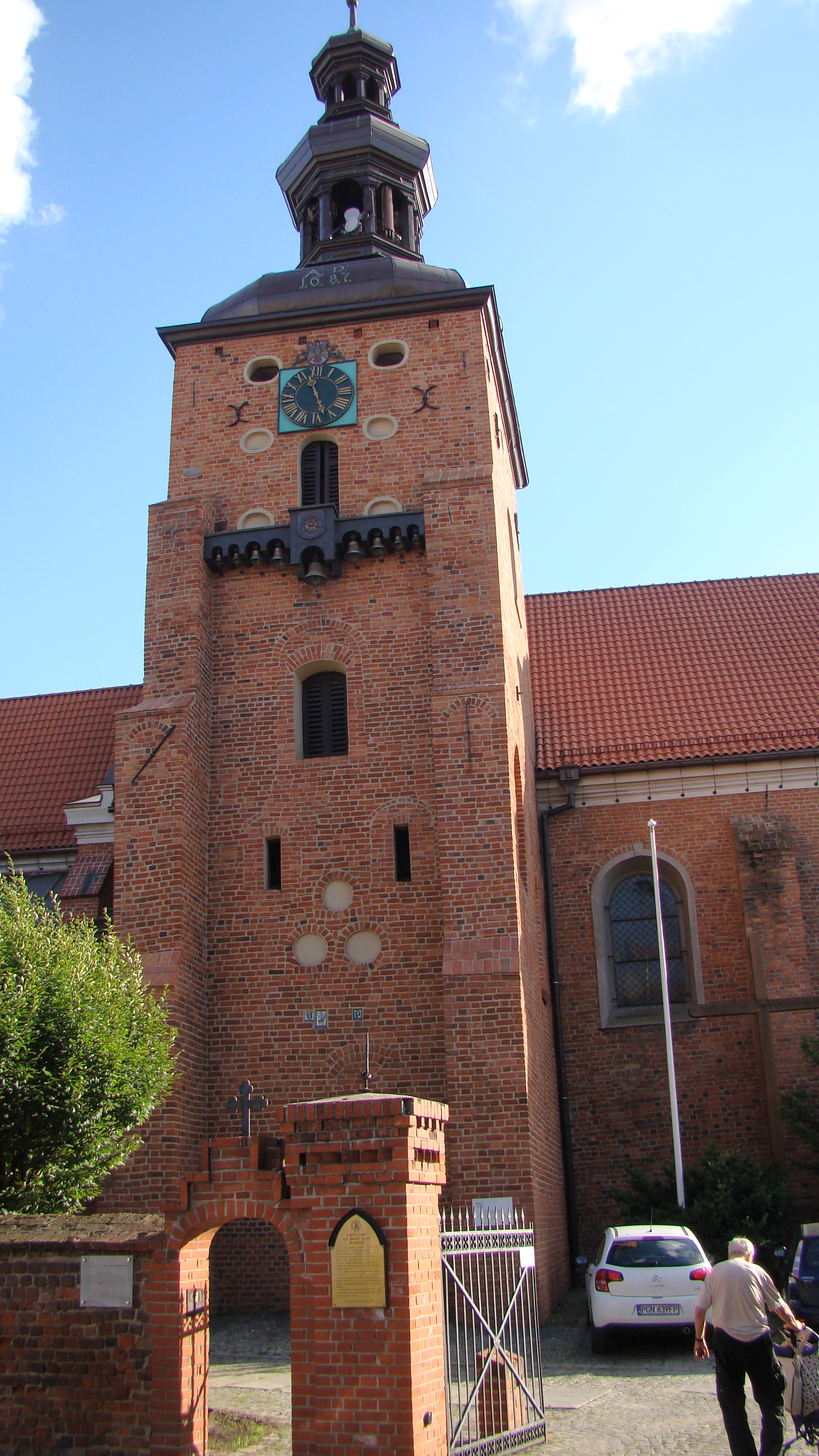
Dreifaltigkeitskirche in Gniezno

Die Dreifaltigkeitskirche (polnisch Kościół Świętej Trójcy) in Gniezno wurde 1420–1430 als ein einschiffiger, spätgotischer Bau erbaut und gegen 1613 nach einem Brand im Barockstil wiederaufgebaut. Der gotische Turm (1687) ist von einer Kuppel gekrönt.
Die Innenausstattung: der Taufstein und die Kanzel in Form eines Bootes stammen aus dem 18. Jahrhundert. In der seitlichen Kapelle ist das Bild „Krönung der Heiligen Jungfrau Maria“ aus dem 17. Jahrhundert sehenswert.
Das Gotteshaus steht seit 1964 unter Denkmalschutz.